# Rue San Agustín (San Cristóbal de La Laguna)
La rue San Agustín, anciennement rue Royale, est une voie du centre historique de la ville de San Cristóbal de la Laguna dans l'île de Tenerife (Canaries, Espagne), déclaré Patrimoine de l'Humanité par l'Unesco en 1999,. Il s'agit d'une rue piétonne depuis 2011.

## Description
Dans la rue San Agustín se trouve d'importants et historiques bâtiments comme la Casa Salazar, palais de 1664 et actuellement siège du Diocèse de Tenerife. On trouve également l'ancien Couvent de San Agustín, annexe à l'église brûlée du même nom, et, depuis 1846, siège du premier institut des Canaries: l'IES Cabrera Pinto. Entre la Casa Salazar et le couvent de San Agustín est située l'Église et l'Hôpital de Notre-Dame des Douleurs. Il s'agit de deux constructions déclarées Bien d'Intérêt Culturel avec la catégorie de Monument en 1986. La construction de l'hôpital remonte au XVIè siècle et l'église, au XVIIIè siècle.
Le Musée d'Histoire et des Archives Insulaires est situé dans le Palais de Lecaro, ainsi que le centre associé de la UNED à Tenerife. 
D'autres bâtiments de cette rue sont la Casa de Montañes, bâtie en 1746 et actuellement siège du Conseil Consultatif des Canaries, et la Maison des Jésuites, dont la construction remonte à 1733. Ici s'est établie l'Université de San Fernando, prédécesseure de l'Université de la Laguna, et depuis 1959 siège de la Real Sociedad Économica des Amis du Pays de Tenerife,.
Dans la rue San Agustín le corsaire Amaro Pargo avait son habitation principale.

## Galerie

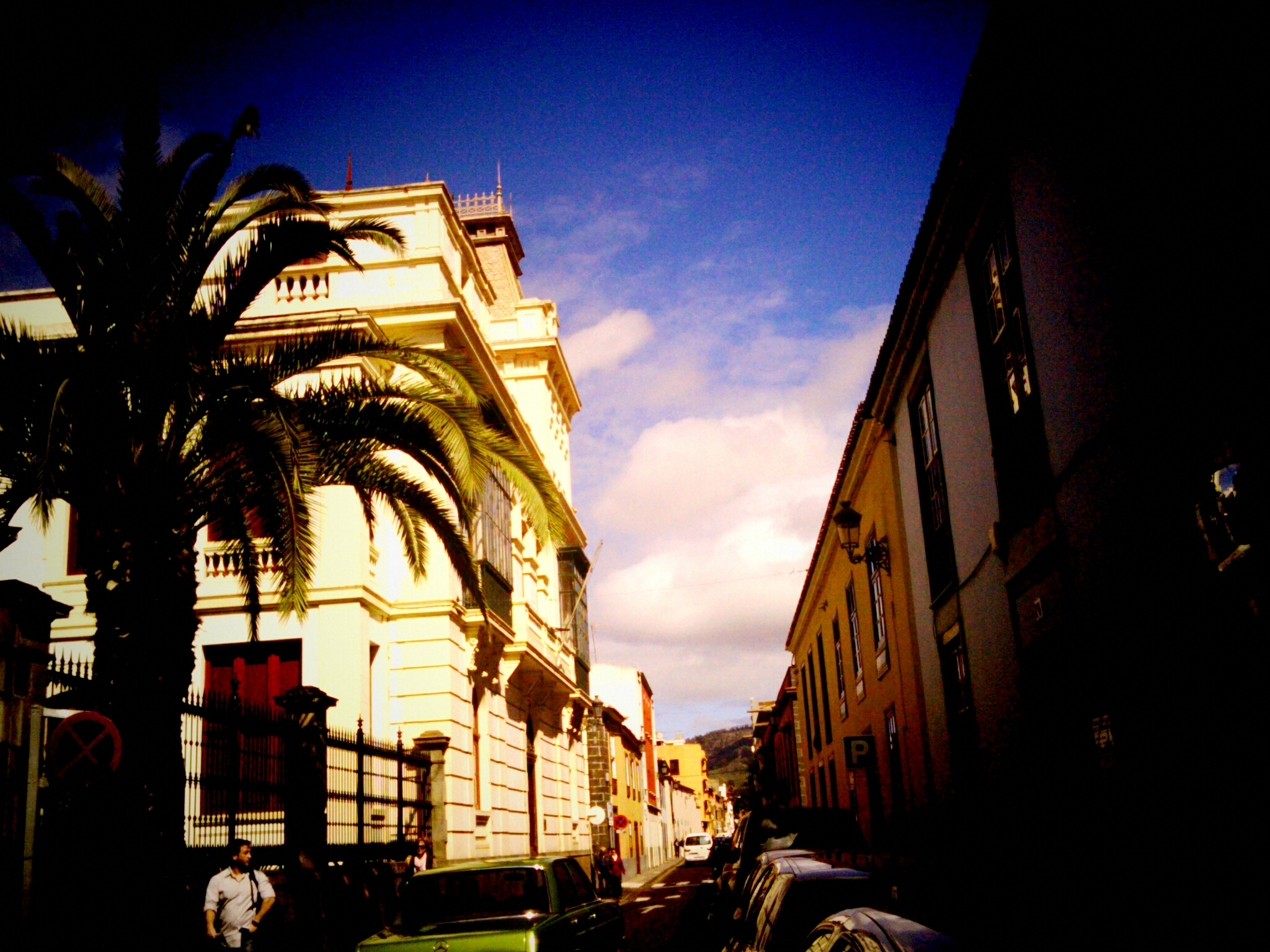
La rue avant sa rénovation.
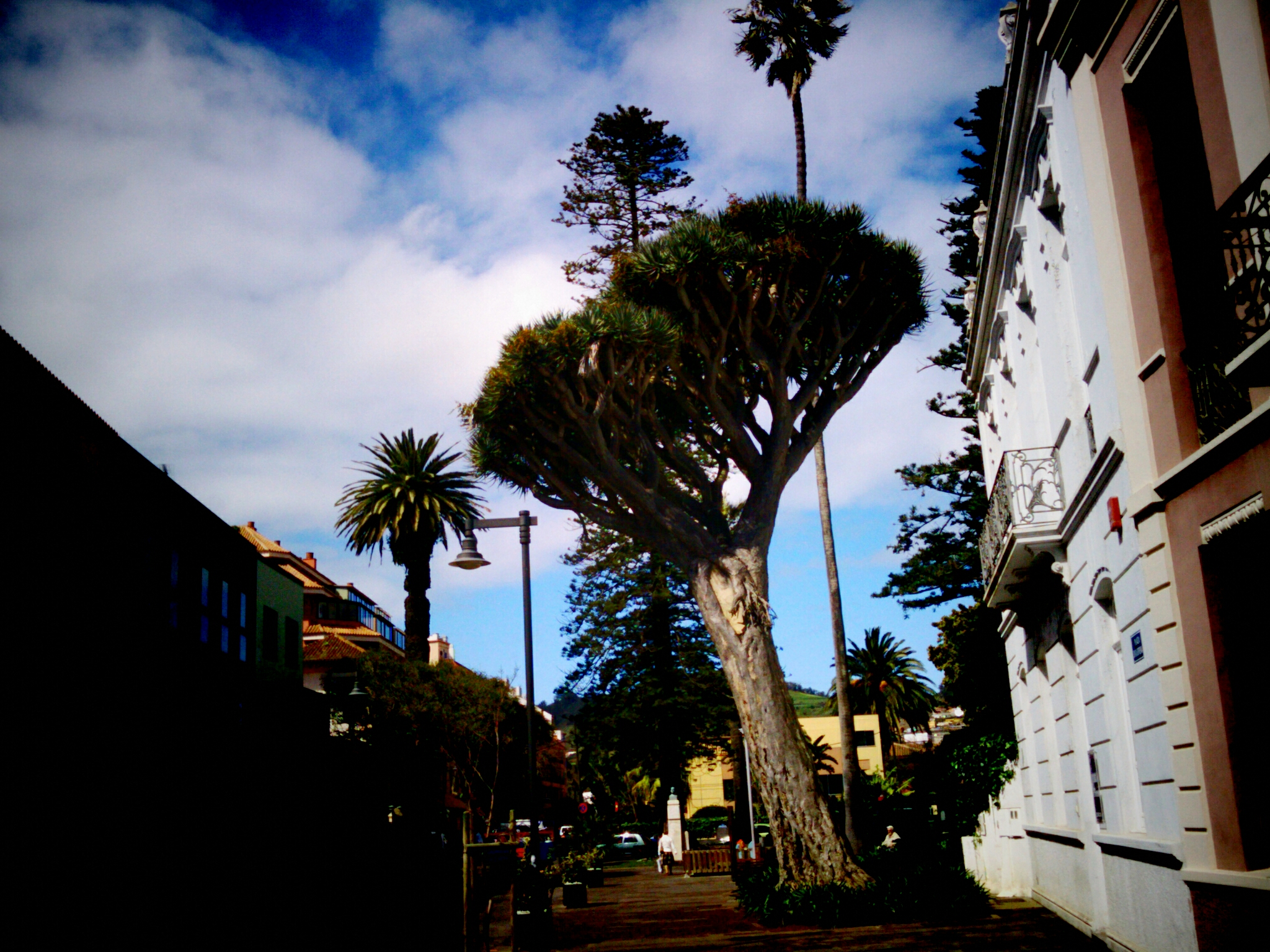
La rue San Agustín.
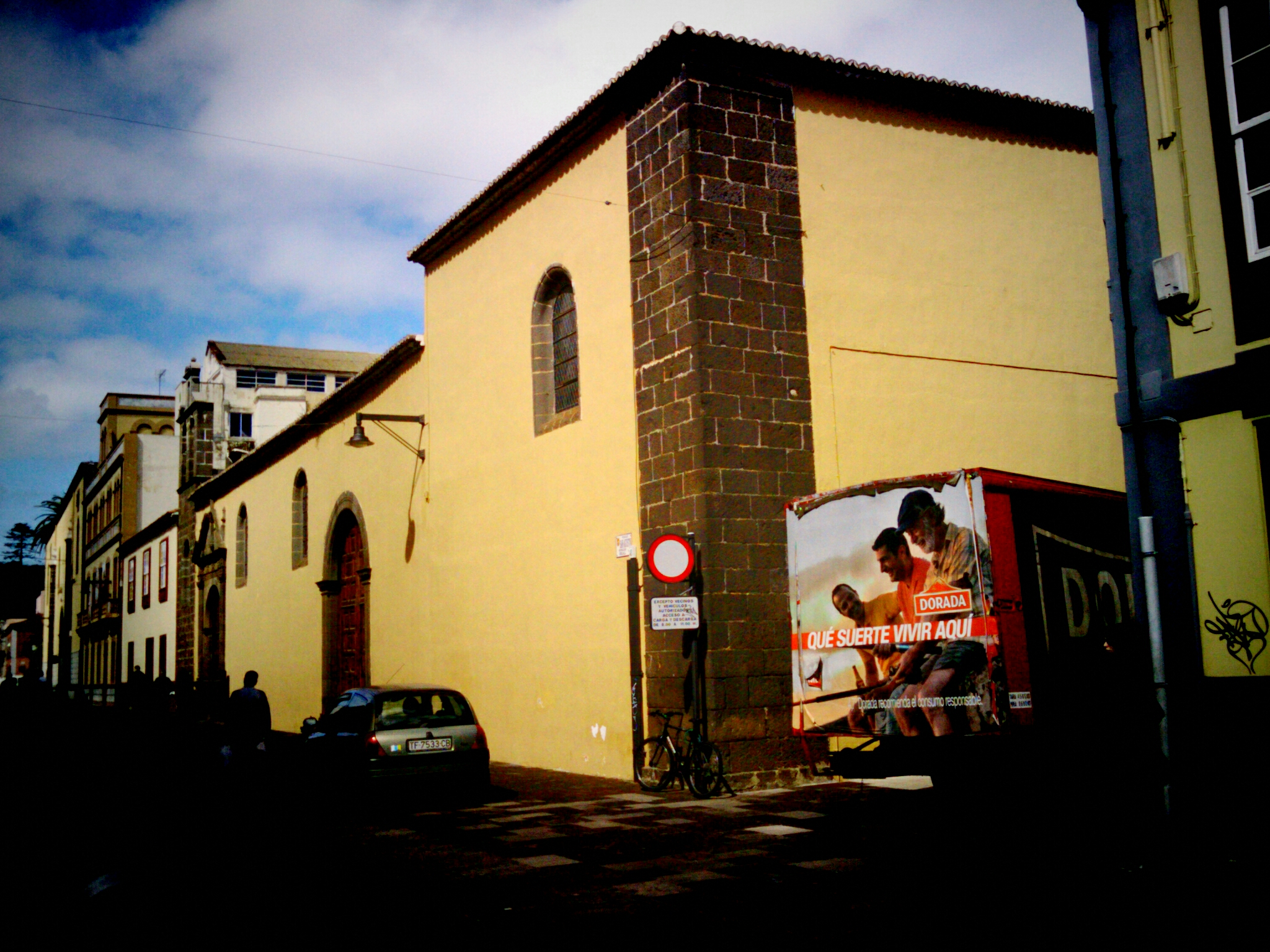
Église et Hôpital de Notre-Dame des Douleurs.
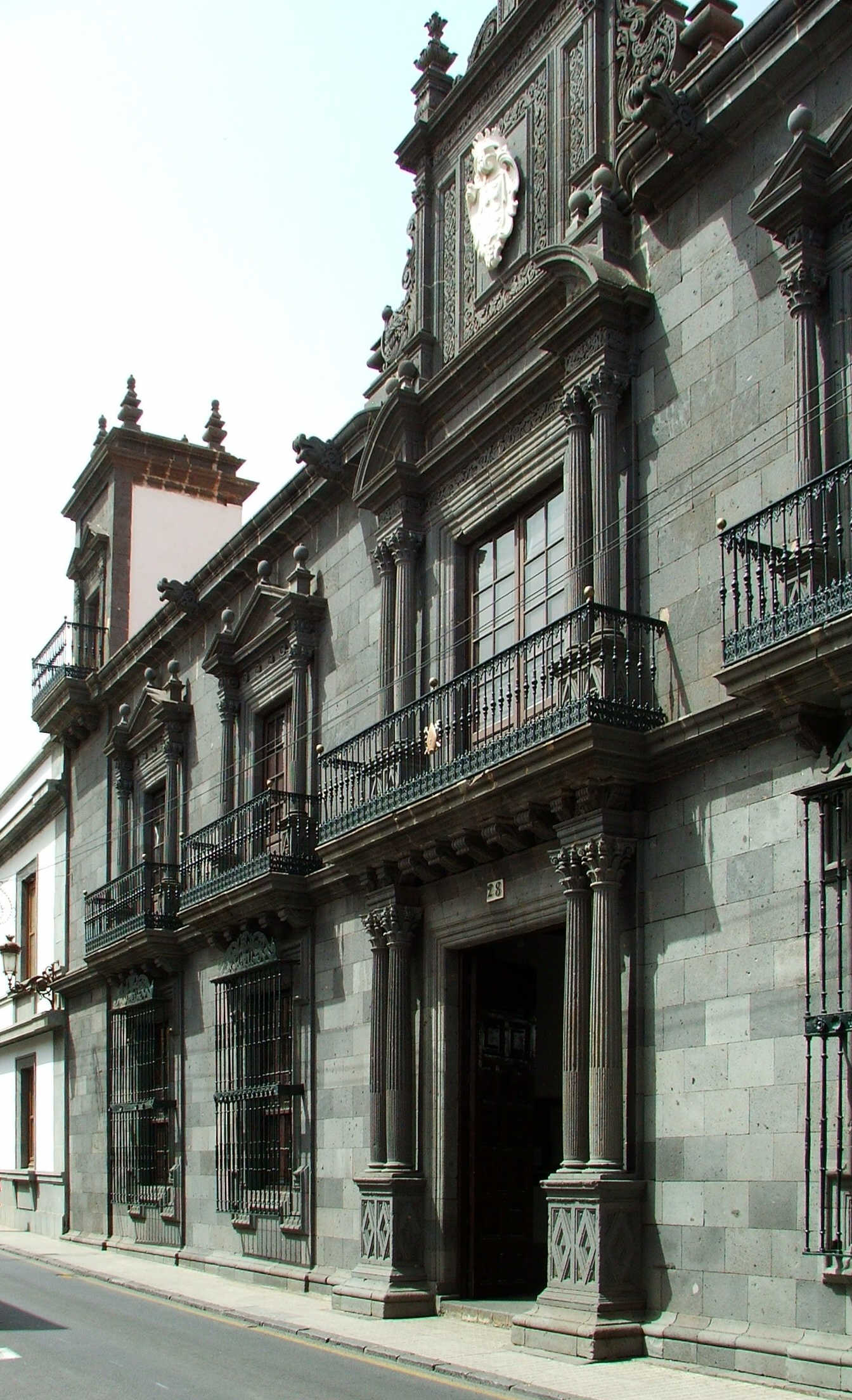
Façade de la Casa Salazar.
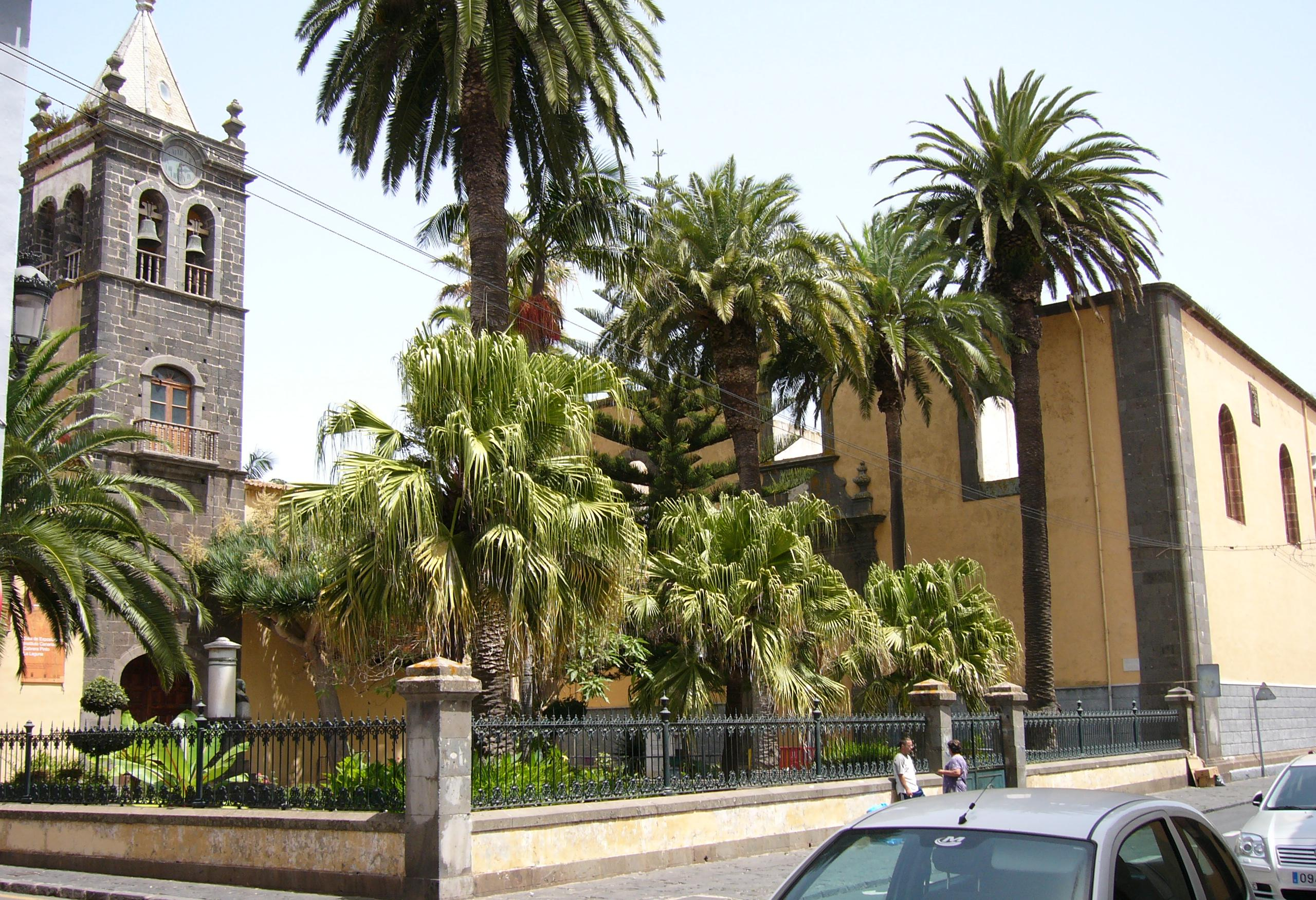
IES Canarias Cabrera Pinto.
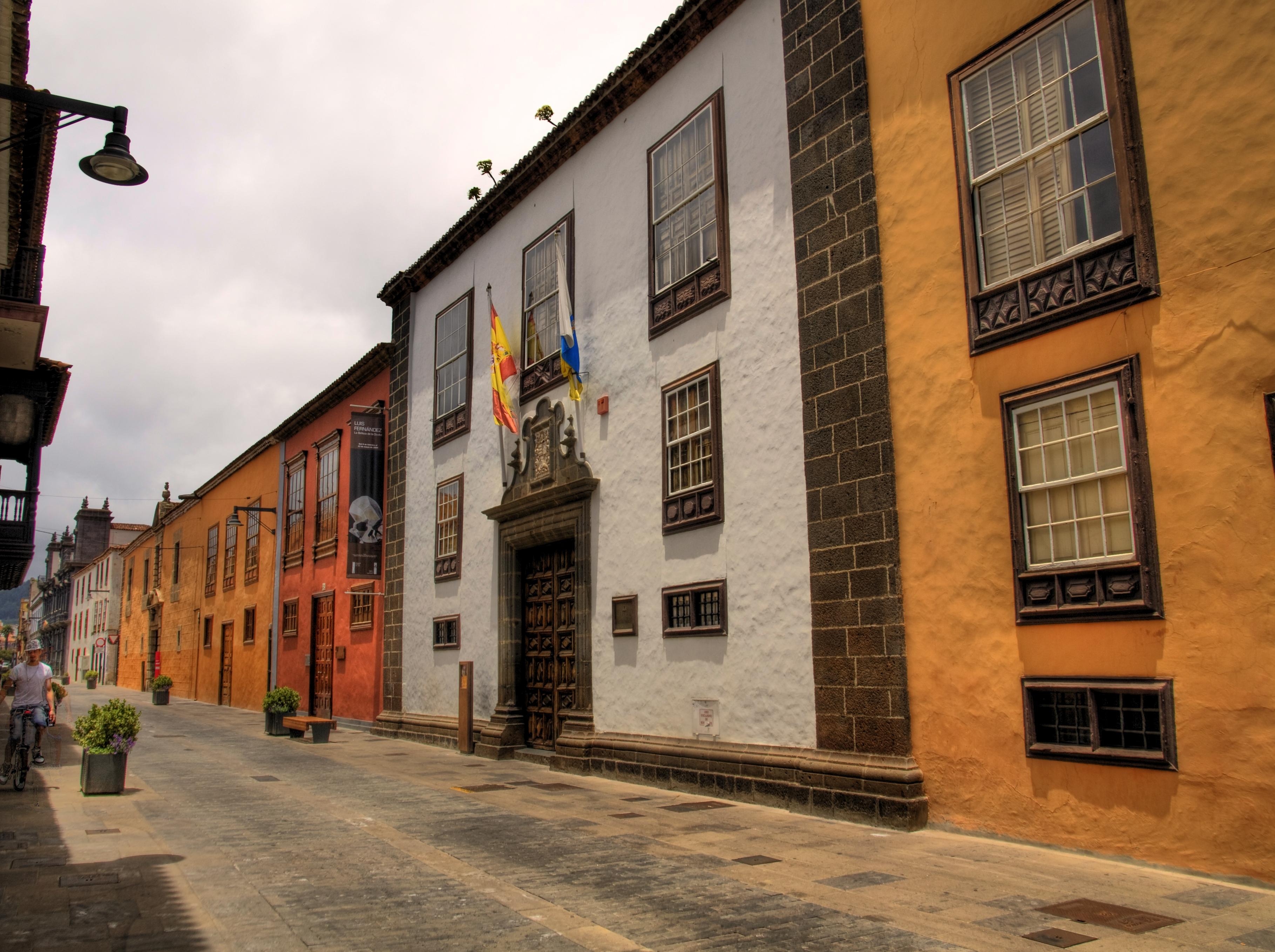
La rue avec la Casa Montañés au premier plan.
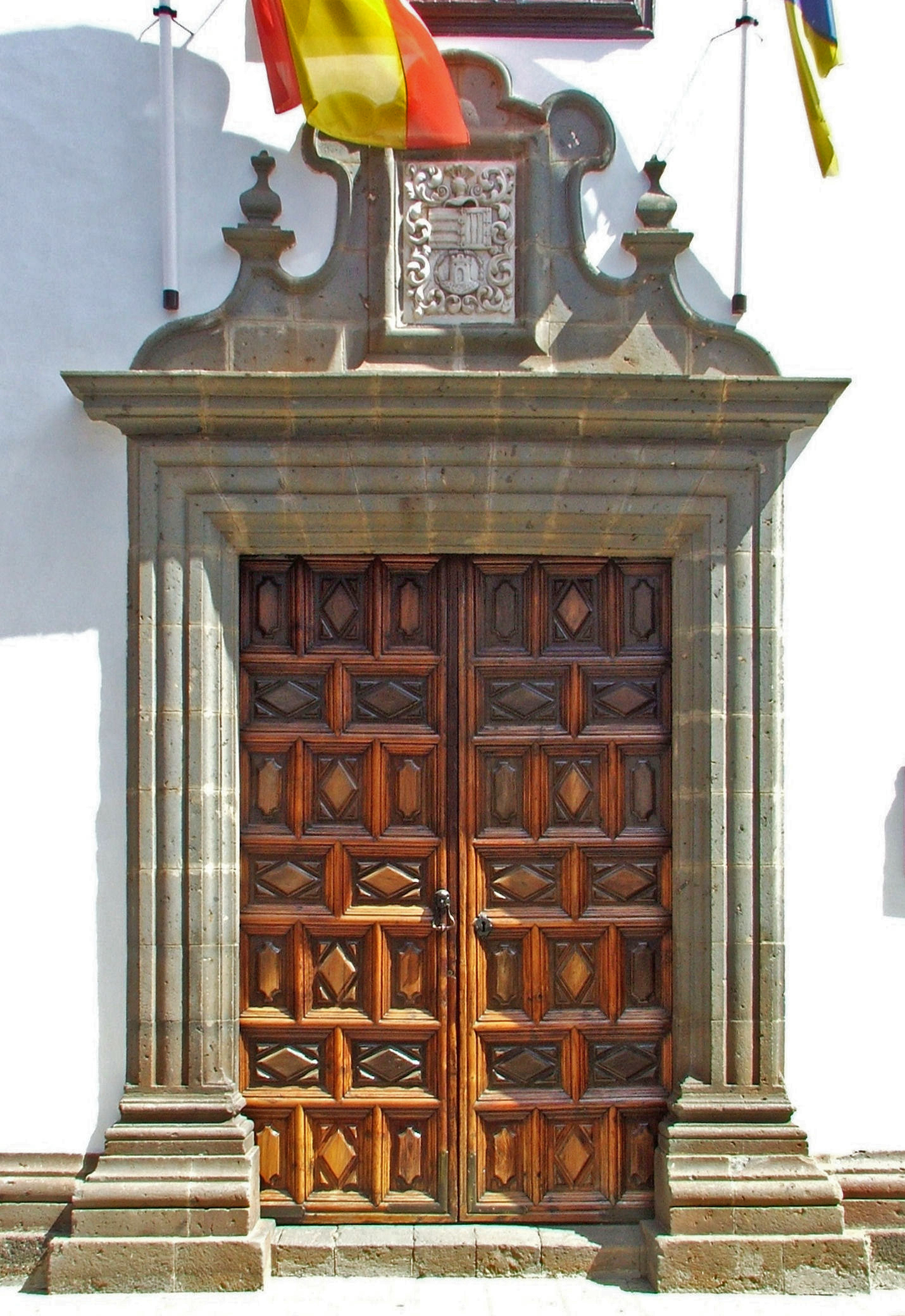
Porte de la Casa Montañés, siège du Conseil Consultatif des Canaries.
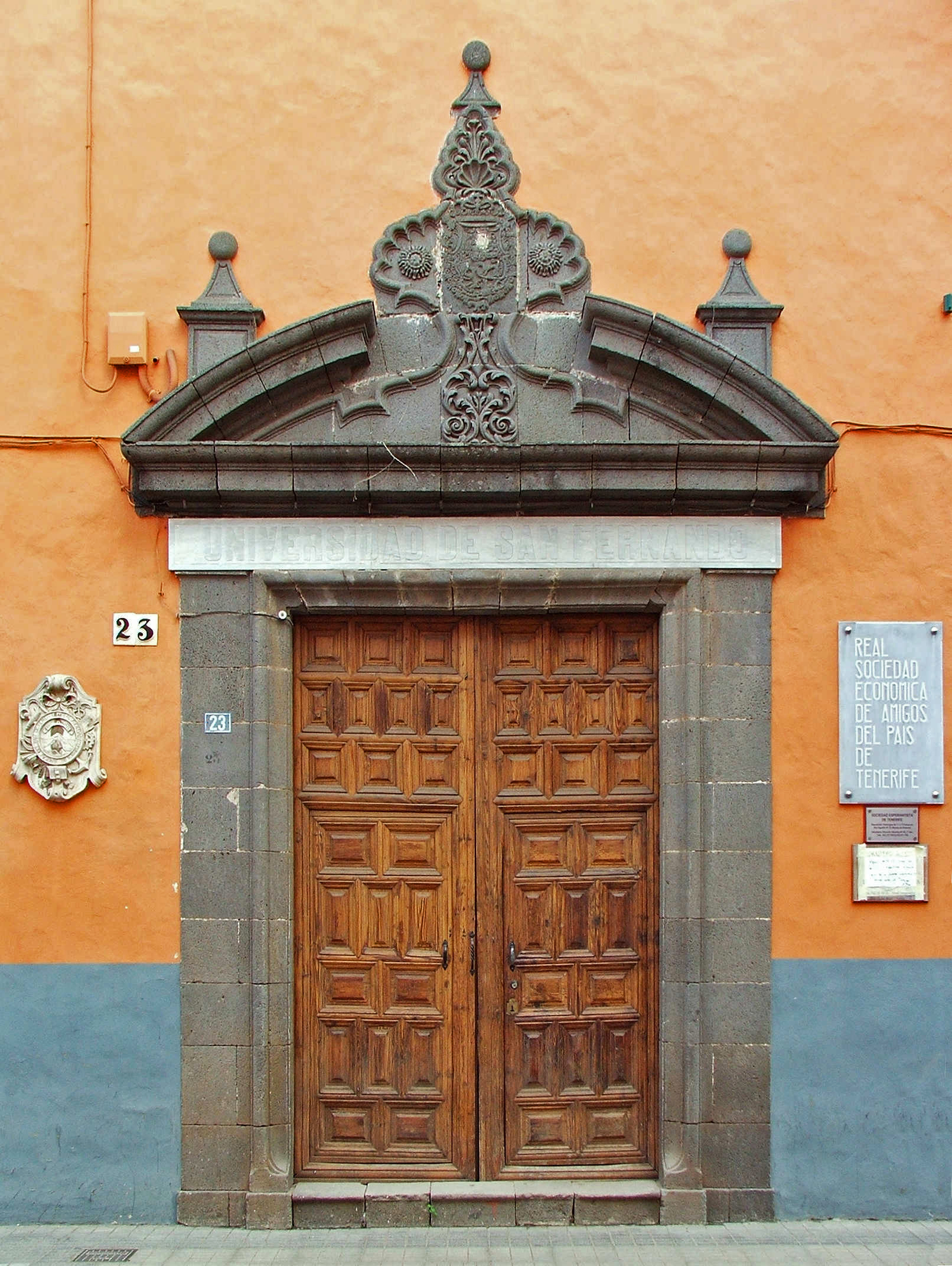
Portail de la Maison des Jésuites, premier siège de l'Université de San Fernando.
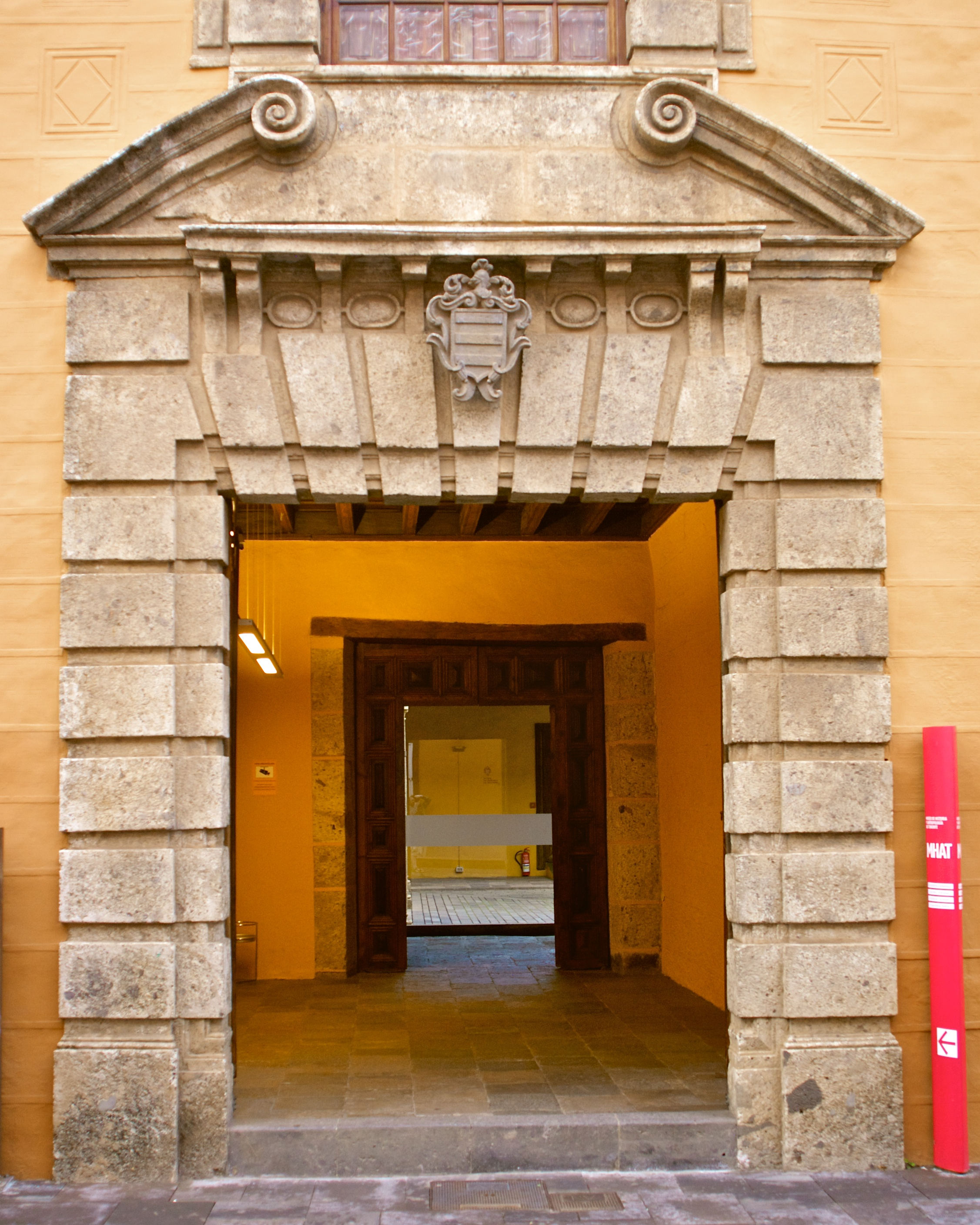
Palais de Lercaro.